# George Korsmit
George Korsmit (Oudenbosch, 1953) is een Nederlandse kunstschilder. Hij is geboren in Oudenbosch, en hij werkt in Amsterdam. Hij heeft zijn opleiding genoten van 1972 tot en met 1977 aan de St.Joost Academie voor Beeldende Kunsten in Breda.
De volgende musea hebben werk van hem in de collectie:
- Centraal Museum, Utrecht
- Stadsgalerij Heerlen, Heerlen
- Stedelijk Museum Amsterdam SMCS, Amsterdam
- voor Museum Voorlinden, Wassenaar, ontwierp hij de vloerschildering van het educatie atelier

## Tentoonstellingen
Er zijn de laatste twee decennia ongeveer tien solotentoonstellingen van zijn werk georganiseerd, alsmede een tiental tentoonstellingen in combinatie met werk van anderen.